# Río Séveraisse
El río Séveraisse es un corto río de montaña de Francia, afluente del río Drac por la derecha. Nace en los Alpes, en el macizo de los Écrins, en el departamento de Altos Alpes. Desemboca en el Drac junto a  La Trinité, tras un curso de sólo 33km.
Todo su curso se desarrolla  por el departamento de Altos Alpes, formando el valle llamado Valgaudemar. No hay grandes poblaciones en su curso. Se usa para el canotaje de aguas bravas y para el descenso de cañones.